# Da geht noch was
Da geht noch was ist eine deutsche Filmkomödie aus dem Jahr 2013 des Regisseurs Holger Haase mit Florian David Fitz und Henry Hübchen in den Hauptrollen. Der Film ist in Deutschland am 12. September 2013 in den Kinos angelaufen.

## Handlung
Conrad wurde von seinem Vater Carl, einem Gewerkschaftsboss, immer nur angetrieben und selten liebevoll behandelt, sodass er die Besuche bei seinen Eltern als Erwachsener auf ein Minimum beschränkt hat. Nun erfährt Conrad dieses Jahr zum Geburtstag seiner Mutter Helene, dass diese sich von seinem Vater getrennt hat, und sie bittet Conrad, einen Umschlag im Haus bei seinem Vater zu verstecken. Dort angekommen stellt Conrad fest, dass sein Vater den Halt verloren hat und sich offensichtlich gehen lässt, denn es stapeln sich hier Bierdosen und andere Abfälle. Obwohl Conrad mit seiner Frau Tamara und Sohn Jonas eigentlich in den Urlaub will, hilft er zuerst seinem Vater, da dieser in den für Conrad gebauten und jetzt leeren Pool gefallen ist und sich verletzt hat. Während dieser Zeit trifft Jonas auf die Nachbarin Kim, die in seinem Alter ist. Sie macht ihm den Vorwurf, dass er sein Versprechen nicht gehalten hat, da er seit fünf Jahren nicht seine Großeltern im Sommer besucht hat, um auch sie zu treffen.
Als Conrad und Jonas vom Flughafen in den Urlaub fliegen wollen, ist ihr Auto abgeschleppt und Carl muss sie fahren. Beim Check-In auf dem Flughafen sehen die drei plötzlich Helene, wie sie einen anderen Mann abholt und sehr liebevoll begrüßt. Conrad bringt es unter diesen Umständen nicht fertig seinen emotional angeschlagenen Vater allein zu lassen. Er verschiebt den Urlaubsflug, zum Ärger von Jonas, und bleibt noch eine Weile bei seinem Vater. Auch besucht er seine Mutter in ihrer neuen Wohnung und lernt dabei Arno, den neuen Mann an ihrer Seite kennen. Conrad erfährt nun, dass seine Mutter unheilbar erkrankt ist und nur noch etwa ein halbes Jahr leben wird. Diese wenigen Monate will Helene nicht mit dem ich-fixierten Carl verbringen, hat deshalb im Internet nach einer neuen Bekanntschaft gesucht und so Arno gefunden.
Conrad besorgt daraufhin für seinen Vater ebenfalls einen Computer, sodass auch dieser die Möglichkeit hat, eine neue Frau kennenzulernen. Am Abend erinnert sich Conrad an den Umschlag für seinen Vater, den dieser bisher nicht gefunden hat, und öffnet ihn. Darin ist ein Schmalfilmband seiner Mutter, das er sich anschaut. Es enthält Aufnahmen des jungen, liebevollen Carl, der seinem Sohn hilft und der seiner Frau den Heiratsantrag macht. Berührt von diesen vergessenen Bildern will Conrad seinem Vater helfen, denn er ist sich sicher, dass sich seine Eltern noch immer lieben und sich nur ein wenig „verloren“ haben. Er kontaktiert per Internet und mit einem pseudonymisierten Namen Carls Helene. Sie findet Gefallen an der „neuen“ Bekanntschaft und es kommt zu einem Treffen in einem Restaurant. Doch das eskaliert und führt am Ende zu einem Streit zwischen Helene und Carl. Conrad ist enttäuscht und verrät Carl nun den wahren Grund für die Trennung: die Krankheit.
Inzwischen liegen auch bei Tamara die Nerven blank, nachdem Conrad ihr mitgeteilt hat, dass er und Jonas nicht in den Urlaub nachkommen werden. Währenddessen hat Jonas zur Beschäftigung den leeren Pool ausgefegt und mit Wasser gefüllt. Er möchte Kim beeindrucken, kann aber gar nicht kraulen, was ihm sein Vater beibringen soll. Als dieser sich endlich Zeit dafür nimmt, steht plötzlich Tamara am Pool und muss mit ansehen, dass es Jonas und Conrad offensichtlich bei dem veränderten Carl gut geht. Enttäuscht reist sie ab und Conrad muss feststellen, dass er wie sein Vater denkt, obwohl er dies immer verhindern wollte. Auch Jonas erfährt eine Niederlage bei seinem ersten Date mit Kim.
Um sich mit den Frauen auszusöhnen, wollen Carl, Conrad und Jonas zelten fahren. Carl kann Helene überzeugen mitzukommen, indem er ihr den Schmalfilm zeigt und signalisiert, dass er die Zeit von damals nicht vergessen hat. Tamara erhält von Conrad eine liebevolle E-Mail und lässt sich ebenfalls überzeugen zu kommen. Doch erscheinen tags darauf am Busbahnhof nur Kim und verspätet auch Helene. Nach einer Schlägerei mit dem Busfahrer und Arno fahren sie nur zu fünft. Jonas schickt seiner Mutter die GPS-Koordinaten, sodass diese mit dem Taxi nachkommen kann.
Nachdem sich alle miteinander versöhnt haben, erfährt man aus dem Off, dass Helene im gleichen Jahr am 25. Dezember stirbt, jedoch die Aussöhnung zwischen Vater und Sohn geglückt ist

## Kritiken
„Die Botschaft des Films ist einfach und daher umso gültiger: Da geht noch was. Was so viel heißt wie, es ist nie zu spät für einen Neuanfang. Man muss nur die eigenen Grenzen überwinden.“

„In ‚Da geht noch was!‘ werden fast schon mühelos die männlichen Vertreter aus drei Generationen zu einer stimmigen Einheit verschmolzen. Die Charaktere, die einzeln betrachtet eher unsympathisch wirken, sind im Zusammenspiel einfach herrlich und kreieren eine wahrlich familiäre Atmosphäre. Zuschauer jeden Alters werden in diesem Film eine Bezugsperson finden.“

„Zugegeben: Die überraschungsfreie Geschichte ist nicht unbedingt das Gelbe vom Ei, denn wer will heute schon noch einen Film über die Nöte eines Yuppies sehen? Doch die beiden Hauptdarsteller Florian David Fitz und Henry Hübchen – sie spielten übrigens schon in Fitz' Jesus liebt mich-Geschichte zusammen – haben durchaus eine Menge Szenen, in denen sie perfekt den ganz alltäglichen Vater-Sohn-Konflikt treffend charakterisieren. Vor allem Hübchen als ewig nörgelnder Vater sorgt für viele Lacher. Die Inszenierung indes kommt über TV-Niveau nicht hinaus.“